# Wes
Wes was een muzikaal project van de producer Michel Sanchez en de Kameroense zanger Wes Madiko (Mouataba (Kameroen), 15 januari 1964 – Parijs, 25 juni 2021).
In het najaar van 1997 scoorde Wes een nummer 1-hit met Alane. Het bleef acht weken bovenaan de hitlijsten staan en werd de op twee na best verkochte plaat van 1997. Na dit succes besloot Wes Madiko solo verder te gaan. De single Awa Awa bereikte nog net de top 40, maar de daarna uitgebrachte nummers flopten.
In 2020 bracht de Duitse dj Robin Schulz een deephouse-remix van Alane uit. Ook deze versie werd een hit in Europa.
Wes overleed in een ziekenhuis in Parijs, waar hij een infectie opliep.

## Discografie

### Albums
| Album met eventuele hitnotering(en) in de Nederlandse Album Top 100 | Datum van verschijnen | Datum van binnenkomst | Hoogste positie | Aantal weken | Opmerkingen |
| ------------------------------------------------------------------- | --------------------- | --------------------- | --------------- | ------------ | ----------- |
| Welenga                                                             | 1996                  | 18-10-1997            | 4               | 35           |             |

| Album met hitnotering(en) in de Vlaamse Ultratop 200 albums | Datum van verschijnen | Datum van binnenkomst | Hoogste positie | Aantal weken | Opmerkingen |
| ----------------------------------------------------------- | --------------------- | --------------------- | --------------- | ------------ | ----------- |
| Welenga                                                     | 1996                  | 23-08-1997            | 13              | 12           |             |

### Singles
| Single met eventuele hitnotering(en) in de Nederlandse Top 40 | Datum van verschijnen | Datum van binnenkomst | Hoogste positie | Aantal weken | Opmerkingen                            |
| ------------------------------------------------------------- | --------------------- | --------------------- | --------------- | ------------ | -------------------------------------- |
| Alane                                                         | 1997                  | 09-12-1997            | 1(8wk)          | 27           | #1 in de Mega Top 100 / Dubbel Platina |
| Awa awa                                                       | 1998                  | 07-02-1998            | 27              | 4            |                                        |
| I love football (Midiwa bôl)                                  | 1998                  | 23-05-1998            | tip16           | -            |                                        |
| Alane                                                         | 2020                  | 04-07-2020            | 4               | 15           | met Robin Schulz / Alarmschijf         |

| Single met hitnotering(en) in de Vlaamse Ultratop 50 | Datum van verschijnen | Datum van binnenkomst | Hoogste positie | Aantal weken | Opmerkingen             |
| ---------------------------------------------------- | --------------------- | --------------------- | --------------- | ------------ | ----------------------- |
| Alane                                                | 1997                  | 02-08-1997            | 1(1wk)          | 28           | #2 in de Radio 2 Top 30 |
| Awa awa                                              | 1997                  | 08-11-1997            | 50              | 1            |                         |
| Alane                                                | 2020                  | 18-07-2020            | 14              | 18           | met Robin Schulz        |

### NPO Radio 2 Top 2000
| Nummer met noteringen in de NPO Radio 2 Top 2000 | '99  | '00 | '01  | '02  | '03 | '04  |
| ------------------------------------------------ | ---- | --- | ---- | ---- | --- | ---- |
| Alane                                            | 1057 | -   | 1065 | 1882 | -   | 1873 |

1. ↑  Een '-' betekent dat het nummer niet was genoteerd en een vetgedrukt getal geeft de hoogste notering aan.
2. ↑  Deze tabel is bijgewerkt tot en met de laatste editie (2024).

- Biblioteca Nacional de España: XX1626404
- Bibliothèque nationale de France: cb13997883d (data)
- Gemeinsame Normdatei: 1191521516
- International Standard Name Identifier: 0000 0001 2036 9313
- Library of Congress Control Number: no98091359
- MusicBrainz: 26dc1641-9e83-46bb-ba77-bf331ca41bfb
- Nationale Bibliotheek van Tsjechië: xx0088609
- Nationale Bibliotheek van Israël: 987007335962305171
- Istituto Centrale per il Catalogo Unico: RT1V011931
- SNAC: w6h8333z
- Virtual International Authority File: 5128015
- WorldCat: E39PBJhxppPqhr3F4DrJpxxqwC